# Isole di Kučin
Le isole di Kučin  (in russo Острова Кучина, ostrov Kučina) sono 2 isolette russe nell'Oceano Artico che fanno parte della Terra di Zichy nell'arcipelago della Terra di Francesco Giuseppe. Sono disabitate.
Le isole di Kučin si chiamano così in onore di Aleksandr Stepanovič Kučin, un esploratore polare russo, membro della spedizione di Amundsen al Polo Sud sulla nave Fram. Kučin risultò disperso durante la sfortunata spedizione di Vladimir Rusanov sulla goletta Hercules (Геркулес) verso le isole Svalbard.

## Geografia
Le isole di Kučin si trovano nella parte centrale del gruppo delle isole di Zichy; 2 km al largo della costa nord-est dell'isola di Salisbury. La più grande, di forma arrotondata, ha un diametro di circa 500 m e un'altezza di 18 m; l'altra è lunga poco meno di 100 m.